# Синыйджу (город)
Синыйджу́(кор. 신의주시?, 新義州市?)  — город в КНДР, административный центр провинции Пхёнан-Пукто. Часть города входит в Специальный административный регион Синыйджу, который был создан в 2002 году как эксперимент по введению в стране рыночной экономики.

## Географическое положение

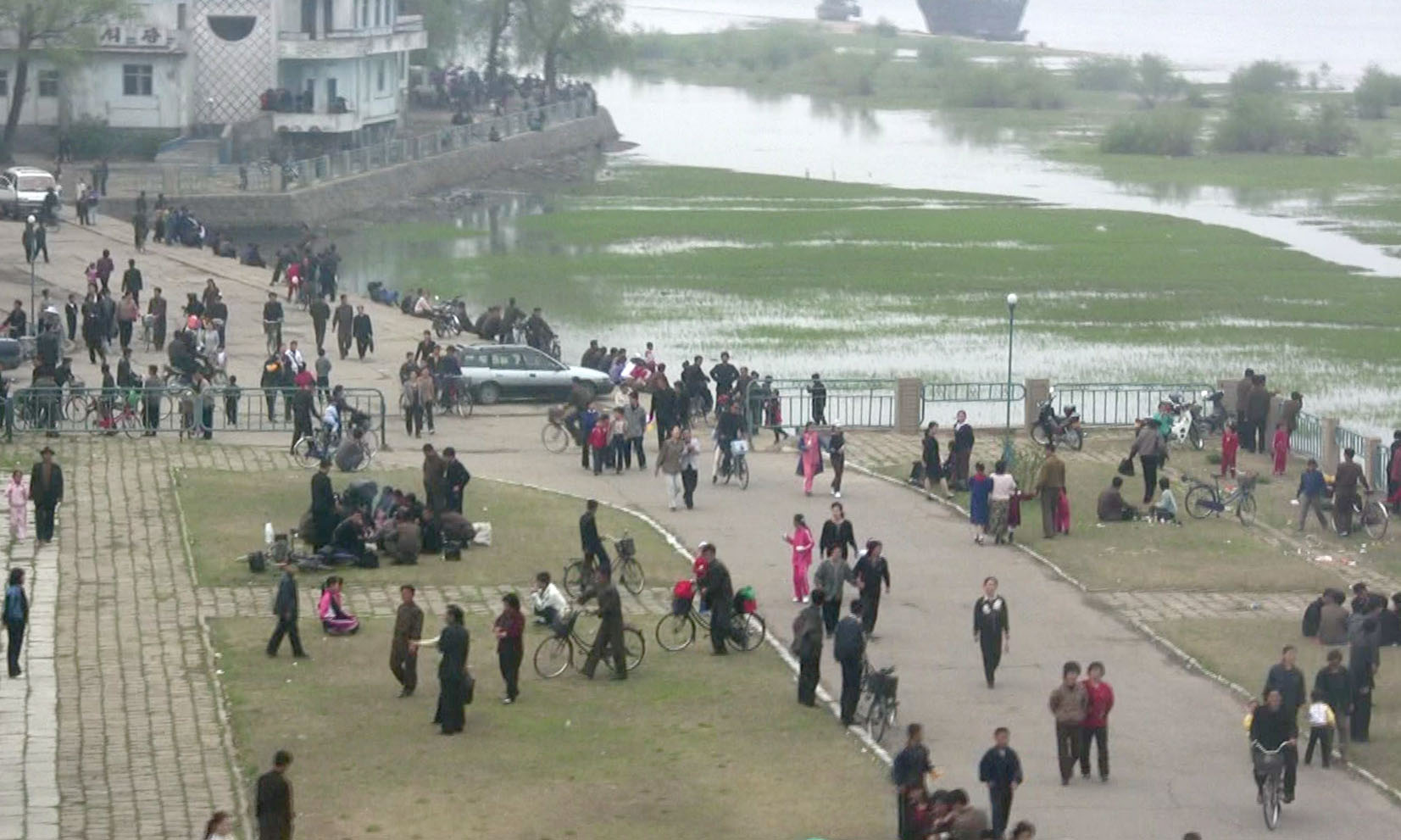
Парк в центре города

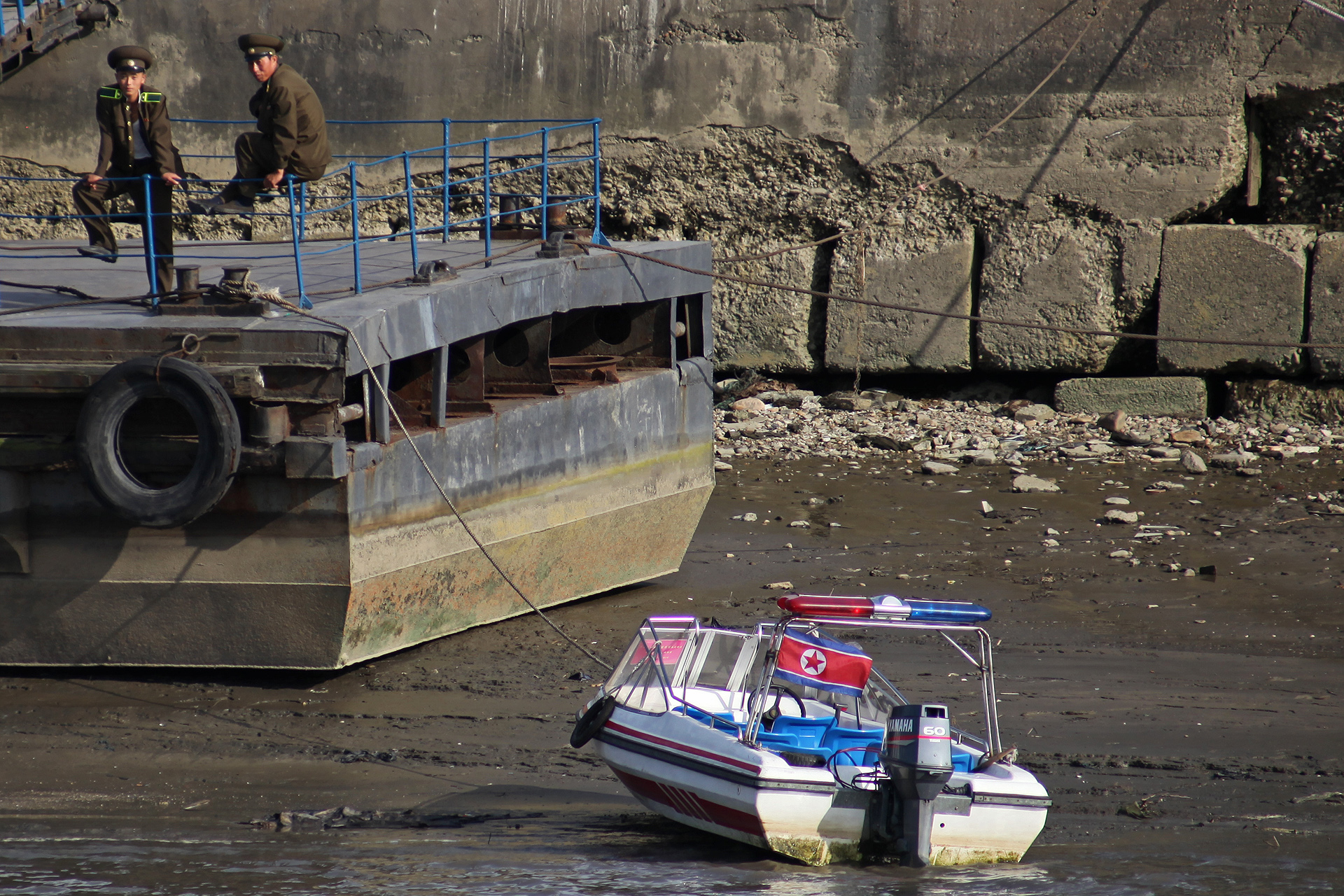
Северокорейская береговая охрана в Синыйджу

Находится на расстоянии около 4 километров от устья реки Амноккан (по которой проходит граница с КНР).
Высота города над уровнем моря — приблизительно один метр. Средняя температура — около 10 °C.

## История
Во время японского правления получил статус крупного поселения. Располагался в 11 километрах к западу от старого города Ыйджу, от которого и получил своё название (Синыйджу, то есть «новый Ыйджу»). Стал развиваться как порт, используя реку Амноккан для транспортировки древесины.
После постройки дамбы Супхён выше по течению реки здесь получила развитие химическая промышленность.
Начавшаяся в 1937 году война в Китае привела к развитию тяжёлой промышленности на Корейском полуострове. Японский концерн Ниттицу создал "западнокорейский промышленный район" (Синыйчжу — Пхеньян — Циннампхо), для строительства в котором предприятий тяжёлой промышленности проводили насильственные мобилизации рабочих.
В 1948 году здесь была построена и введена в эксплуатацию Синыйджуйская обувная фабрика (в дальнейшем ставшая одним из крупнейших предприятий лёгкой промышленности страны).
Место нахождения Ким Ир Сена и его резиденции во время оккупации Пхеньяна войсками ООН с Октября до Декабря 1950.
Понёс тяжёлый ущерб от воздушной бомбардировки во время Корейской войны, но с тех пор восстановлен. В западной истории город часто упоминается, как место подавленного советскими войсками 23 ноября 1945 г. выступления местных учеников, протестовавших против снятия с работы директора школы, при этом было убито около 200 человек.
В середине 1970х годов город являлся крупным центром лёгкой промышленности (здесь действовали текстильные, обувные, швейные и парфюмерные предприятия), машиностроения, химической (производство искусственных волокон, пластмасс и др.), лесопильной и целлюлозно-бумажной промышленности. Также здесь имелось производство строительных материалов и завод эмалированной посуды.

## Экономика

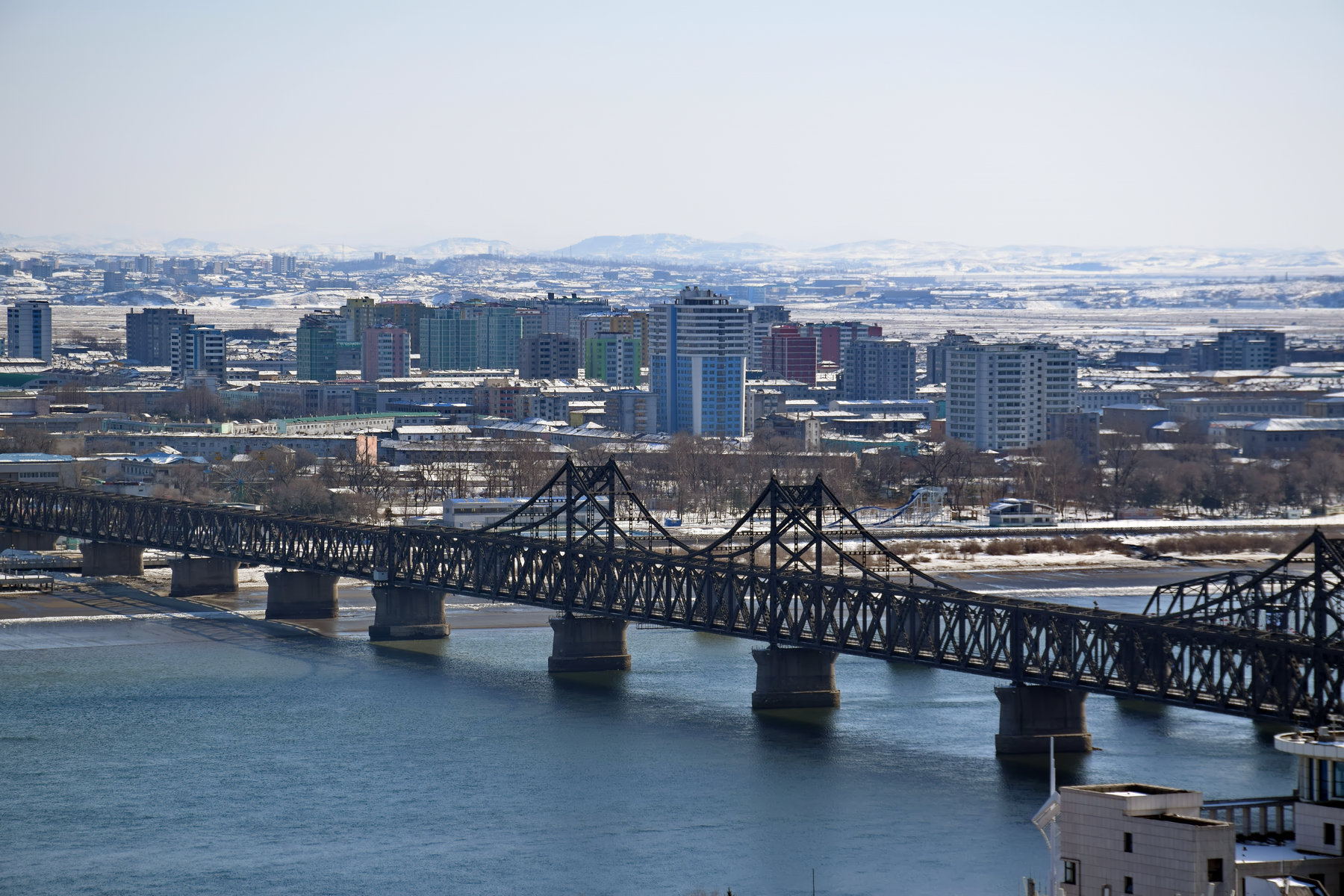
Вид на город

Важный центр легкой промышленности КНДР.
Большая часть торговли КНДР и КНР проходит через Синыйджу.

## Транспорт

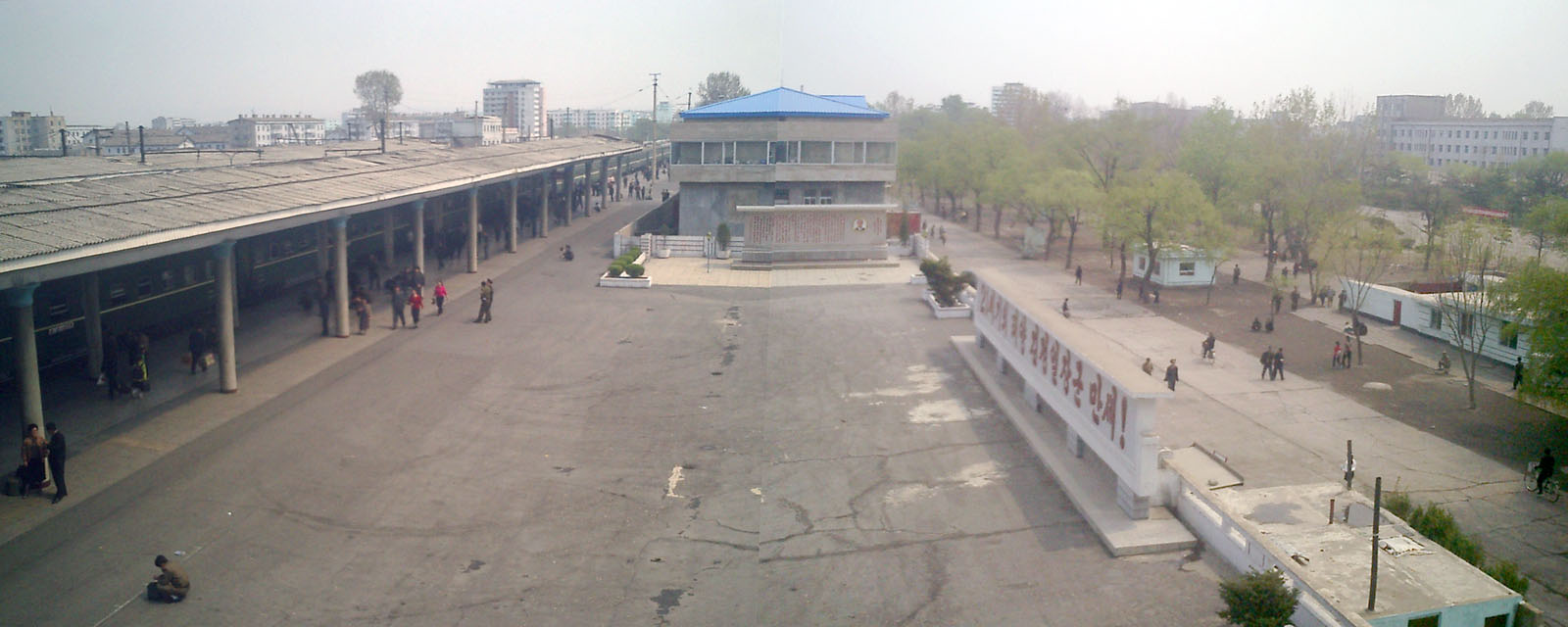
Железнодорожная станция Синыйджу

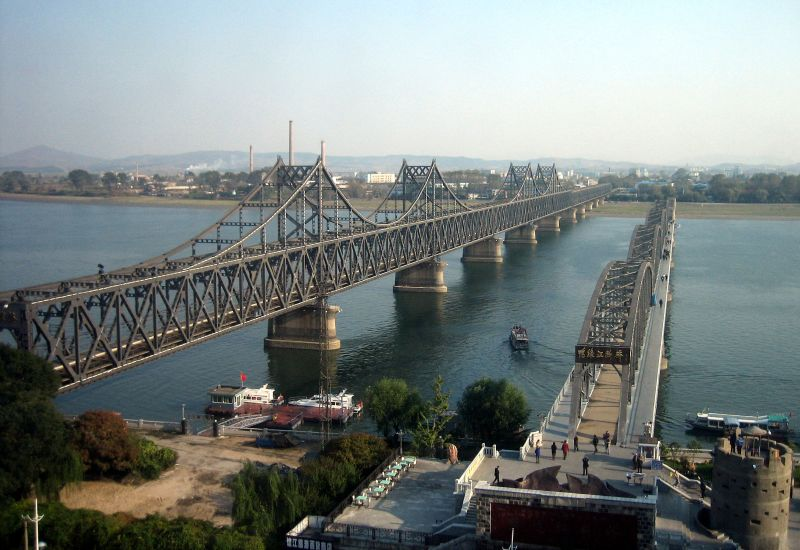
Мост Китайско-корейской дружбы и «Сломанный мост». Вид со стороны Китая.

Транспортный узел. Синыйджу соединён с китайским городом Даньдун через реку Амноккан мостом «Китайско-корейской дружбы». Город — конечная остановка на линии железной дороги Гёнгуи (известной в КНДР как Пъёнгуи), на которой пассажиры беспересадочных вагонов сообщением Пекин — Пхеньян проходят таможенный контроль.
К Синыйджу можно добраться из Пхеньяна по воздуху, по железной дороге или по автомобильной дороге.

## Образование
Имеются Средняя школа Синыйджу, Коммерческая Средняя школа Синыйджу, Восточная Средняя школа, университет Легкой промышленности Синыйджу, университет Медицины Синыйджу и университет Образования Синыйджу.

## Достопримечательности
«Монумент Освобождения» — мемориал советским воинам, погибшим при освобождении Кореи от японской оккупации.
Достопримечательности — павильон Тонггун, водопад и горячие ключи.

## СМИ
В городе издаётся региональная газета «Пхёнбук ильбо». Также Синыйджу является одним из трёх городов, в котором проведён доступ к северокорейской IPTV-системе «Манбан», открывающей доступ ко всем четырём телеканалам и центральному радио, а также специальным видеотекам.